# Аеродром Карлсруе/Баден-Баден
Аеродром Карлсруе/Баден-Баден је међународни аеродром у немачкој покрајини Баден-Виртемберг, који примарно опслужује град Карлсруе. Аеродром је удаљен 40 km јужно од њега, али је много ближи познатој бањи Баден-Баден - 12 km западно од ње.
Године 2018. на Аеродрому Карлсруе/Баден-Баден је превезено око 1,1 милиона путника. Аеродром се ослања махом на нискотарифне, сезонске и чартер летове. Он је авио-чвориште за авио-компанију „Рајанер”.